# Unobtainium
Unobtainium is een Engelstalig porte-manteauwoord voor een hypothetisch, fictief of onbereikbaar materiaal. De term wordt gebruikt in fictie en dan met name science fiction, engineering en bij gedachte-experimenten. Het wordt zowel gehanteerd voor benodigdheden die niet kunnen bestaan, als voor materialen die technisch of economisch nog niet haalbaar zijn. Een Nederlandse vertaling zou  onverkrijgbarium kunnen zijn. Het woord is een samentrekking van het Engelse unobtainable (onverkrijgbaar) en de uitgang -ium die vaak wordt gebruikt voor de chemisch elementen. 

## Gebruik

### Ontstaan
De term werd in de jaren 1950 bedacht bij het Langley Research Center als fictief materiaal voor een toekomstig hitteschild, dat ruimtevaartuigen bij terugkeer in de dampkring moest behoeden voor verbranding. Later werd de term gebruikt bij onderzoek naar de mogelijkheden van een ruimtelift, totdat de daadwerkelijke uitvinding van de koolstofnanobuis het woord overbodig maakte.

### Onvoldoende verkrijgbaar
In de jaren 1960 werd de term eufemistisch gebruikt door de ontwerpers van de Amerikaanse Blackbird voor het materiaal titanium. De Sovjet-Unie was marktleider in de productie hiervan en voldoende aanvoer van het metaal was geen uitgemaakte zaak. In het verlengde daarvan werd het ook een term voor iets dat bestaat, maar onvoldoende beschikbaar is, zoals onderdelen voor auto's die al heel lang uit productie zijn, of elektronenbuizen voor zeer oude radio's.

### Fictie
De term wordt in de science fiction gebruikt bij de literatuur die de stroming beschrijft, maar zelden in de verhalen zelf. Een uitzondering daarop vormt de film Avatar, waarin een delfstof letterlijk unobtainium genoemd wordt. Materialen die met unobtainium worden aangeduid zijn meer dan eens nodig om bepaalde delen van de plot mogelijk te maken. Voorbeelden daarvan zijn het kristal dilithium dat de warpaandrijving mogelijk maakt in het Star Trek-universum; het materiaal scrith dat van belang is bij de constructie van de Ringwereld van Larry Niven; en het element cavorite dat de zwaartekracht teniet doet in De eerste mensen op de maan van H.G. Wells.